# Ribera Alta del Ebro
Ribera Alta del Ebro is een comarca van de Spaanse provincie Zaragoza. De hoofdstad is Alagón, de oppervlakte 416 km2 en het heeft 22.564 inwoners (2002).

## Gemeenten
Alagón, Alcalá de Ebro, Bárboles, Boquiñeni, Cabañas de Ebro, Figueruelas, Gallur, Grisén, La Joyosa, Luceni, Pedrola, Pinseque, Pleitas, Pradilla de Ebro, Remolinos, Sobradiel en Torres de Berrellén.